# 古川可動橋
古川可動橋（ふるかわかどうきょう）は、東京都港区の芝浦臨港線に架設された跳上橋である。高名な橋梁技術者である山本卯太郎の設計。芝浦跳開橋ともいう。

## 概要
1929年（昭和4年）の竣工で、当時、東洋一の可動橋と言われた。跳上橋には双葉式と片葉式があるが、本橋梁は片側のみが開閉する片葉式である。その片側可動部の長さは、昭和期に製作された跳上橋において日本最長である。昭和初期の竣工にもかかわらず、複雑な構造をもつ可動橋において、高度な技術力を示す鉄道橋の跳上橋（鋼製跳開式可動橋）。撤去前には、カウンターウエイトなどを外して固定橋となり、1980年代に芝浦臨港線が廃線となったのち、撤去された。
1930年（昭和5年）1月発行の『土木建築工事画報』に、古川可動橋についての文献があり、諸元などについて、次のように記されている。

## 諸元
- 可動桁[2]

長: 31.5 メートル（104尺）
有効径間: 27.3 メートル（90尺）
設計荷重: E-33
総重量: 300 トン
開閉時間: 1分30秒
- 設置場所: 港区海岸1 - 海岸2[5]
- 設計製作: 山本工務所（山本卯太郎）

## 参考事項
開閉時間について、文献に、次のような記述がある。